# روزماري إسيهاغو
روزماري إسيهاغو (بالإنجليزية: Rosemary Esehagu) كاتبة وروائية من نيجيريا، من مواليد 15 نوفمبر 1981. ولدت روزماري ونشأت في لاغوس عاصمة نيجيريا، لعائلة من ستة أولاد. في عام 1997 انتقلت إلى الولايات المتحدة الأمريكية بدافع التعليم. درست في كلية ويليامز، ومدرسة الفنون اليبرالية المرموقة في وليامزتون في ماساتشوستس، حيث تخصصت في علم النفس. روايتها الأولى كانت بعنوان: يلوح في الأفق الضباب، ونشرت في عام 2006. تعيش روزماري في مقاطعة كولومبيا الأمريكية، وهي تعكف على نشر روايتها الثانية.

## وصلات خارجية
- Full text of article by Rosemary Esehagu called "A call to dream"
- The Rosemary Esehagu Website
- Rosemary Esehagu